# 关防乡 (涉县)
关防乡，是中华人民共和国河北省邯郸市涉县下辖的一个乡镇级行政单位。

## 行政区划
关防乡下辖以下地区：
关防村、郝赵村、王家村、西安村、古台村、陡贡村、前岩村、后岩村、曹家村、前池村、后池村、岭底村、东瓦池村、西瓦池村、宋家村和苏刘村。

## 中国传统村落
- 宋家村